# カニン半島
カニン半島（カニンはんとう、Kanin Peninsula、露:Канин полуостров）は、ロシア北西部、ネネツ自治管区に属する半島。北極圏に位置する。北はバレンツ海に面し、東にはコルグエフ島が、西には白海を挟んでコラ半島がある。

## 地理
面積は約10,500km2、南北300km。
約250年前、カニン半島は複数の地図に「カンデ・ノス島｣（Остров Канде Нос）として記載されていた。これは半島南部に連水陸路が存在したことによるものである。白海沿岸に居住するポモール人はこの連水陸路を利用し、西岸のチジャ川から東岸のチョシャ川までコチとよばれる帆船を曳いて運び、半島を横断していた。
半島北部は、北西から南東に伸びるカニン・カメン山脈が占めている。最高地点はモホヴァヤ山で、標高は241m。北西端はカニン・ノス岬、南東端はミクルキン岬。半島の北東にはカンバルニツキエ・コシュキ群島とコグラ島の2つの島が存在する。

## 集落
最大の集落はネス。人口は2010年現在1368人。他にもキヤ、ショイナ、チジャといった集落がある。
緯度が高く気候が過酷なため、半島の開発はあまり進んでいない。